# Turin bel cheur
Turin bel cheur è il ventunesimo album in studio del cantante italiano Gipo Farassino, pubblicato nel 1979.

## Tracce
Testi e musiche di Farassino, eccetto ove indicato.
Facciata A
1. Turin bel cheur
2. La prima volta
3. Barrierante's night (musica: Farinatti)
4. Per Valentina
5. Ël temp dle fiur

Facciata B
1. Campa la ciav
2. Serenada a mama
3. Turin 78 (musica: Farinatti)
4. Stà libertà
5. Mia solitudin

## Formazione
- Gipo Farassino - voce, chitarra
- Luigi Catalano - chitarra
- Roby Caldana - armonica a bocca
- Giorgio Marotti - contrabbasso
- Bob Romanini - mandolino
- Gianni Boeretto - violoncello
- Livio De Paoli - corno francese
- Angelo Rovero - corno francese
- Claudio Farinatti - percussioni

### Produzione
- Danilo Giradi - ingegneria del suono
- Angelo Rovero - ingegneria del suono
- Romano Farinatti - effetti speciali